# Coordination des mouvements de l'inclusivité

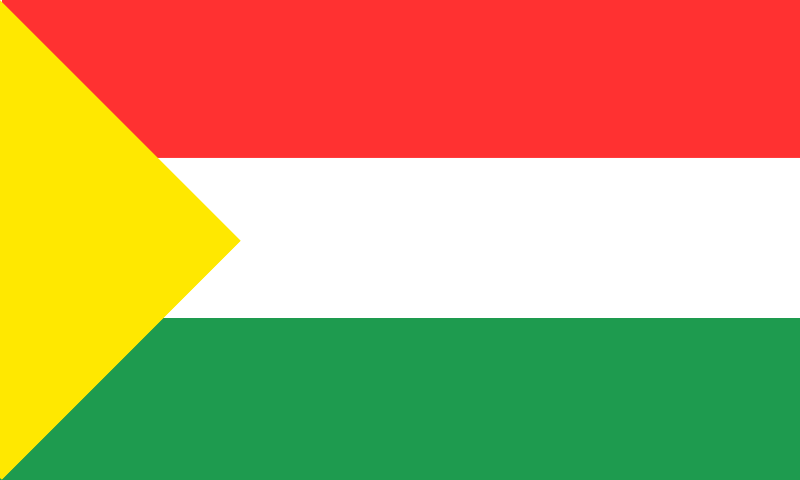
Drapeau de la CME et de la CMI.

La Coordination des mouvements de l'inclusivité (CMI) est une alliance de groupes armés maliens formée pendant la guerre du Mali. Elle est fondée en 2017 sous le nom de Coordination des mouvements de l’entente (CME), avant de se rebaptiser en 2020.

## Organisation

### Composition
La CME est fondée le 11 novembre 2017 par des groupes dissidents de la Coordination des mouvements de l'Azawad (CMA) et de la Plateforme des mouvements du 14 juin 2014 d'Alger réclamant leur inclusion dans la mise en œuvre de l'accord de paix d'Alger,. Elle rassemble les mouvements suivants :
- Le Mouvement pour le salut de l'Azawad, faction Chamanamas (MSA-C)[3],[2],[4] (exclu en août 2023, en raison de son affiliation au CSP) ;
- La Coalition du peuple pour l'Azawad (CPA)[2] ;
- Le Congrès pour la justice dans l'Azawad (CJA)[2] ;
- Le Front populaire de l'Azawad (FPA)[2] ;
- Le Mouvement populaire pour le salut de l'Azawad (MPSA)[2].

### Coordinateur
Les différents secrétaires-généraux des groupes de la CME se succèdent au poste de coordinateur du mouvement :
- Du 30 avril 2018 au 3 août 2018 : Alla Ag Medi (MSA Chamanamas) ; il est désigné coordinateur pour une période de trois mois lors du 1er congrès de la CME, tenu à Tin Aouker, dans la région de Gao, du 28 au 30 avril 2018[4] ;
- Depuis le 3 août 2018 : Abou Bakr Siddigh Ould Taleb (MPSA)[4].